# La herida (canción)
«La herida» es una canción del grupo español de rock and roll Héroes del Silencio, perteneciente a su álbum El espíritu del vino, publicado en 1993. Es uno de los temas más conocidos de la banda y fue número 1 de las listas de éxitos.

## Formato
La primera publicación de La herida fue al salir al mercado el álbum al que pertenece, El espíritu del vino, y era el corte n.º 4 de este disco, en junio de 1993. En septiembre, salieron a la venta el sencillo en CD que incluía sólo esta canción, y el sencillo de vinilo de 7´´, que incluía el tema por las dos caras, ambos promocionales. Posteriormente apareció en los discos Parasiempre (versión en directo, 1996), Edición del milenio (2000), Canciones 1984-1996 (2000), Antología Audiovisual (2004), The Platinum Collection (2006) y Tour 2007 (2007).

## Listas de éxitos
El día 30 de octubre de 1993, La herida fue número 1 de la emisora radiofónica Los 40 principales, siendo tras «Nuestros nombres», el segundo sencillo del disco que conseguía este puesto.

## Contexto
En junio de 1993, Héroes del Silencio publicaron su tercer álbum de estudio, "El espíritu del vino", que significó para el grupo zaragozano un cambio muy importante con respecto a su anterior trabajo, Senderos de traición, con una gran influencia de su productor, el ex componente de Roxy Music, Phil Manzanera. Se puso de manifiesto en este trabajo la profunda transformación que estaba sufriendo el grupo y, sobre todo, la influencia de sus actuaciones en directo en sus trabajos de estudio.

## La canción
La herida estaba en la línea de lo que sería el álbum El espíritu del vino, un tema muy largo (6:54, recortado en posteriores versiones), con gran protagonismo de las guitarras y con una letra muy compleja y ambigua. Es, por otro lado, la primera grabación de Héroes en que Enrique Bunbury aparece tocando la armónica, el instrumento característico de esta canción.
Como todos los temas del disco, la letra está compuesta por el propio Enrique. Sobre su significado, una vez más, existen todo tipo de interpretaciones, sólo se puede asegurar que habla del deterioro de las relaciones personales. Como él mismo afirmó: "Está bien que haya muchas interpretaciones, porque hacemos canciones, no periodismo". El estribillo se repite hasta cinco veces, por lo que en posteriores interpretaciones se han recortado las 2 últimas, al resultar demasiado larga. La última parte de la canción es más rápida, mostrando un espectacular solo de guitarra. En el cuadernillo central del disco, La herida viene representada por un anfiteatro y unas cadenas.
Comienza con un solo de guitarra de Juan Valdivia al que después acompañan la armónica y la batería, siguiendo un ritmo constante hasta el final, que es cuando sube notablemente de revoluciones. En directo, el grupo casi siempre la ha tocado en acústico, al ser una de las canciones que mejor se presta a esta modalidad. A menudo, Bunbury la ha presentado como: "esta es una canción que duele". Fue uno de los temas que más interpretó el grupo durante la gira Héroes del Silencio Tour 2007, y fue recuperada en el repertorio de Enrique Bunbury como solista en su gira Hellville de Tour.

## Videoclip

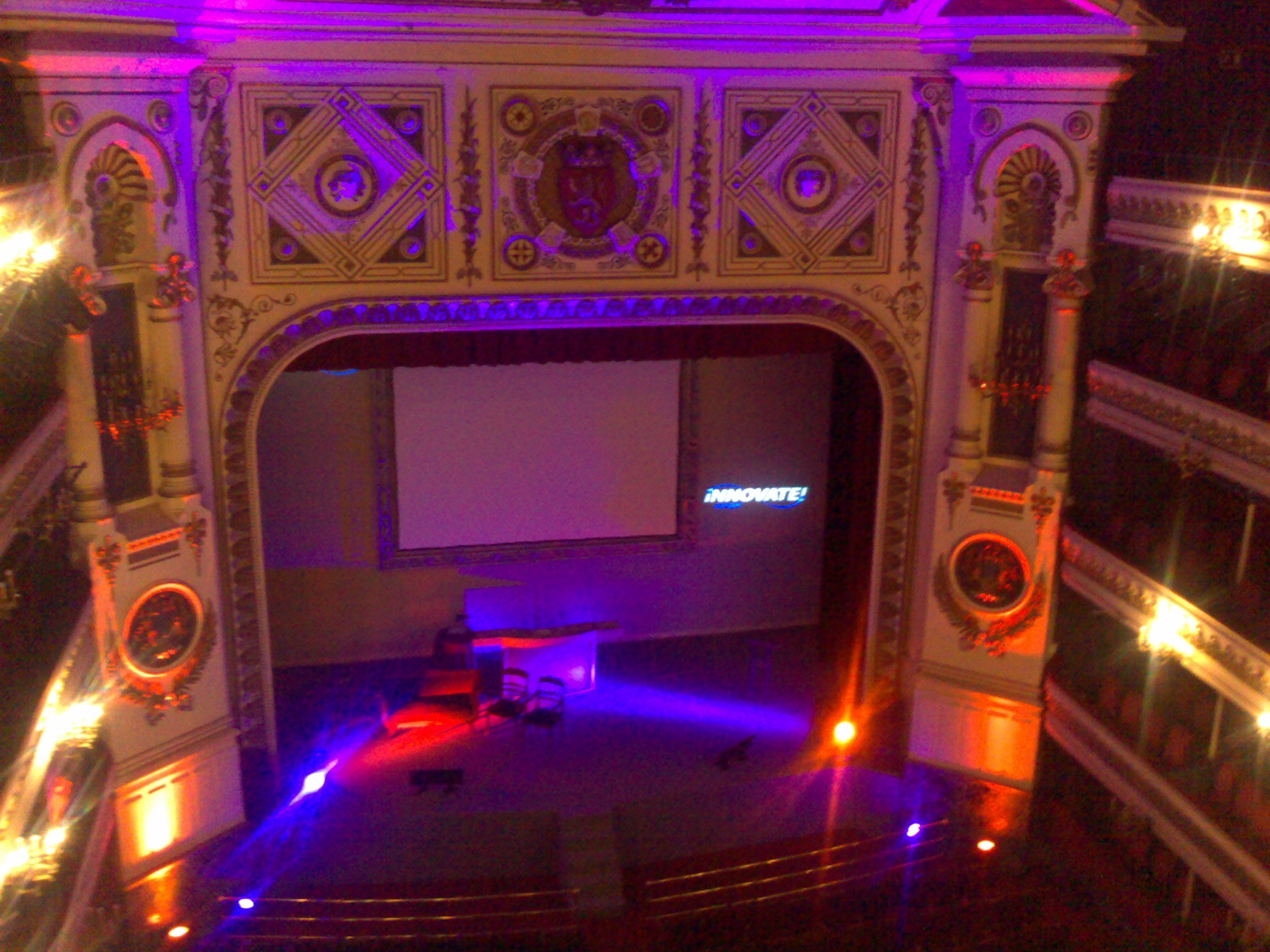
Escenario del Teatro Principal de Zaragoza, donde se grabó gran parte del videoclip de La herida.

El trabajo audiovisual de La herida fue llevado a cabo por Video Inferno, y codirigido por Jorge Ortiz y Pite Piñas. Una parte se rodó en el Teatro Principal de Zaragoza el 19 de julio de 1993, y contó como director de fotografía con Steve Cheers, galardonado con varios Grammys por sus trabajos con Annie Lennox, Depeche Mode y U2.
Durante el mismo se van alternando imágenes del grupo tocando en un teatro con otras de indigentes, prostitutas y enfermos grabadas en plena calle. En general, hace alusión a la degradación humana, y el mismo Enrique Bunbury aparece con un parche en un ojo, y sobre el fondo del escenario del teatro aparece el cuadro de Francisco de Goya Saturno devorando a un hijo.
Este videoclip gozó de gran difusión en las principales cadenas televisivas musicales, como 40 TV, MTV y Telehit durante todo el final de 1993.